# Armthorpe
Armthorpe – wieś i civil parish w Anglii, w hrabstwie ceremonialnym South Yorkshire, w dystrykcie metropolitalnym Doncaster. Leży 33 km na północny wschód od miasta Sheffield i 234 km na północ od Londynu. W 2011 roku civil parish liczyła 14 457 mieszkańców. Armthorpe jest wspomniana w Domesday Book (1086) jako Einuluestorp/Ernulfestorp.